# هنري لاثام دوهرتي
هنري لاثام دوهرتي (بالإنجليزية: Henry Latham Doherty)‏ هو خبير مالي أمريكي، ولد في 1870 في كولومبوس في الولايات المتحدة، وتوفي في 1939 في فيلادلفيا في الولايات المتحدة. أنشأ شركة خدمات المدن، وهي شركة قابضة للمرافق أصبحت فيما بعد شركة سيتجو للبترول. كان من أصل أيرلندي.

## وصلات خارجية
- هنري لاثام دوهرتي على موقع الموسوعة البريطانية (الإنجليزية)